# 合成词
合成词是由两个或者两个以上的构词语素（可以是自由詞素或不自由詞素互相搭配）组成的词；複合词（compound word，compound）属于一种合成词，是由词根语素按一定的规则组合起来构成的合成词。合成词分为複合词、派生词和重叠词三类。
在漢語語法中，合成詞指由两个以上有独立含义的汉字组成的词，是汉语词汇的主流；在英语以及德语等印欧语言的语法上，合成词指的是由两个以上的單词未经形变直接连接后构成的词，例如eggplant（茄子）、watermelon（西瓜）、football（足球）等，相当于省略了连字号和介词的缩短词组。

## 汉语
合成詞主要有複合式（複合词）、附加式（派生词）、重叠式（重叠词）三种构词方式。另外還有簡稱。
兩個字以上所組成的合成詞可能有多層的結構。如「腎結石」的「腎」和「結石」為主謂型，與「結石」的「結」和「石」為動賓型，即寧有二層的結構。

### 复合式

#### 联合型（并列型）
AB：A、B並列，A、B的語義關係。
由两个意义相同、相近、相关或相反的词根并列组合而成的，这两个词根的前后顺序一般不能随意调换，如“买卖”不能说成“卖买”，也有少量可对调的，如“互相”也可说成“相互”。
举例：
- 两词根意义并列，可互相说明。例如：

途径 体制 价值 关闭 治理
- 两词根结合后产生了新的意义。例如：

方圆 聪明 眉目 骨肉 始终
- 两词根意结合后，只有一个词根的意项在起作用例如：

国家 人物 忘记 没有 质量

#### 偏正型
AB：前偏後正，A修飾B。
- 前一词根对后一根起修饰限制作用。如：

人流 高山 小说 汉字 公牛 红色 倾销 白球

#### 動补型（补充型或后补式）
后一词根补充说明前一词根。
- 前一词根表示动作，后一词根表示动作的结果。例如：

说服 打倒 延长 改进 合成 推广
- 前一词根表示事物，后一词根表示事物的单位。例如：

船只 人员 羊群 花朵 房间 牛只

#### 动宾型（支配型）
- 前一词根表示动作、行为，后一词根表示动作行为所支配的对象。例如

司法 管家 扫地 投资 动员 拔河 挂钩

#### 主谓型（陈述型）
- 前一词根表示被陈述的事物，后一词根是陈述前一词根的。例如

嘴馋 民主 肉麻 眼熟 自动 心慌 海啸

### 附加式
由词根和词缀构成，词缀在前的称前缀，词缀在后的称后缀。例如：

#### 前加式（前缀加词根）
- 老- 老乡 老师 老鼠 老爸
- 第- 第一 第十 第五
- 阿- 阿公 阿婕 阿毛

#### 后加式（词根加后缀）
- -子 瓶子 胖子 孩子 刀子
- -头 石头 个头 木头 山头 活头
- -儿 鸟儿 花儿 个儿 歌儿
- -性 弹性 硬性 创造性
- -的 好的 对的，红通通的 笑眯眯的

### 重叠式
由相同的語素所組成，可分為完全重疊式和不完全重疊式兩種。

#### 完全重疊式
天天 刚刚 仅仅 轻轻 姐姐 奶奶
其重疊的合成詞和單一語素的意義相同，如「姐姐」和「姐」的意義相同。而如「猩猩」一詞則不屬於此類合成詞，因為「猩」單字無意，故「猩猩」是單純詞，而非合成詞。
形形色色 林林總總 生生世世 三三兩兩
其中的「形、色、林、總、生、世、三、兩」都是語素，但「形色」、「林總」、「生世」、「三兩」等不重疊的形式則不會是詞。這和大部份形容詞的重疊形式，如「清清白白」、「簡簡單單」不同。

#### 不完全重疊式
毛毛雨 毛毛蟲 泡泡糖 娘娘腔
上面詞語整體一般被視為偏正型，即把重疊部份視為修飾成分。
雄赳赳 醉醺醺 光溜溜 油滋滋
上面詞語被視為後附加式，即把重疊部份視為後綴。

### 簡稱
簡稱是指簡化後的詞語，如「史地」為「歷史」、「地理」的簡稱，「理化」為「物理」、「化學」的簡稱，「清華大學」可以簡稱為「清大」或「清華」。

## 英语
更多内容可见于英语中的合成词。

## 日语

### 合成词的成分
在构成合成词时，有时会改变原有的简单词（“単純語”，和汉语中的单纯词有区别）的形，但变化的方式是固定的。
动词采用学校文法中所说的連用形，即去掉“～ます”中的“ます”部分。四段动词以“イ段音”（辅音结尾的“词干”+ -i）结束，一段动词（二段动词）则以“イ段音”或“エ段音”（元音结尾的“词干”+ 零形态素）结束。形容词的词干则是其去掉“い”或“く”的部分。名词的情况下则直接使用。
可以作为简单词使用的词根属于自由形态素，而只在合成词中使用的词根属于拘束形态素。动词和形容词所谓的“語幹（词干）”（語根（词根））是拘束形态素。此外，只在合成词的前项使用的名词词根（如“雨(あま)-”、“木(こ)-”等）以及只在后项使用的词根，即连浊形，也是拘束形态素。
更多内容可见于日语中的合成词。

## 备注

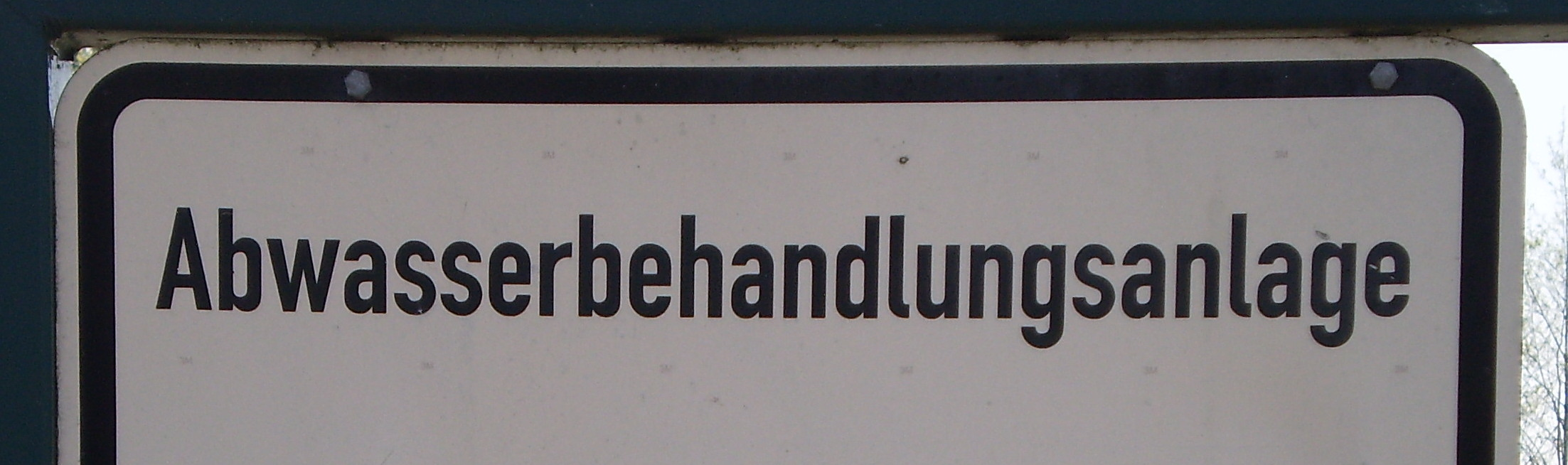
德语间缀 （-s-）+「设施」（Anlage）组成

1. ↑  汉语“合成词”范畴很广，是一上位概念，英语中没有单一标准术语来精确对应。

## 外部連結
- Compound Words: When to Hyphenate（页面存档备份，存于）